# Стеблево (Польща)
Стеблево (пол. Steblewo) — село в Польщі, у гміні Сухий Домб Ґданського повіту Поморського воєводства.
Населення — 399 осіб (2011).
У 1975-1998 роках село належало до Гданського воєводства.

## Демографія
Демографічна структура станом на 31 березня 2011 року:
|          | Загалом | Допрацездатний вік | Працездатний вік | Постпрацездатний вік |
| -------- | ------- | ------------------ | ---------------- | -------------------- |
| Чоловіки | 204     | 52                 | 127              | 25                   |
| Жінки    | 195     | 44                 | 111              | 40                   |
| Разом    | 399     | 96                 | 238              | 65                   |